# Gabriel de Zayas
Gabriel de Zayas (* Écija?; 1526 –† Madrid; 13 juillet 1593) a été secrétaire d'État du roi d'Espagne Philippe II.

## Biographie
Gabriel de Zayas étudie à l'université d'Alcalá entre 1545 et 1547. Il entre rapidement dans le Secrétariat de Philippe II alors qu'il prend la tonsure à 20 ans. Il suit le prince dans ses voyages, étant en Angleterre en 1554-1555 dans sa suite lorsqu'il rencontre Marie Tudor. Il entre dans la vie politique sous la protection de Gonzalo Pérez, qui fera de lui un de ses exécuteurs testamentaires.
À la mort de Gonzalo, le 12 avril 1566, Zayas, doit partager la tête du secrétariat d'État avec Antonio Pérez.
À partir d'octobre de cette même année, tous les deux participent aux séances du Conseil d'État, alors qu'ils n'ont pas le titre de secrétaires royaux, que Philippe II leur donnera en 1567.
Bientôt, à la demande du roi, le Secrétariat royal se divise en deux, Zayas étant chargé des relations avec la France, l'Empire et l'Angleterre et Antonio Pérez s'occupant des affaires d'Italie. Zayas, qui a beaucoup œuvré pour la désignation d'Antonio « par gratitude envers son père Gonzalo », se trouve vite menacé  par l'ambition de celui-ci. En 1576, à la suite des pressions de Juan d'Autriche, on lui retire la charge des négociations au sujet des Flandres.
L'ambition de Pérez va en augmentant et son affrontement avec Mateo Vázquez, secrétaire personnel de Philippe II, devient un problème majeur. Zayas, bon ami de Vázquez, se voit donc mêlé aux, difficiles événements de 1578 et 1579, qui se terminent par la chute et la prison  pour Antonio Pérez à la suite de l'assassinat de Juan de Escobedo, secrétaire personnel de Juan d'Autriche.
En 1579, Zayas est nommé par le roi secrétaire du Conseil de l'Italie, charge à laquelle prétendait Antonio Pérez, qui ne lui cache plus son inimitié.
La chute de Pérez ne rend pas Gabriel de Zayas plus puissant. Juan de Idiáquez prend le contrôle de la situation. Zayas perd de son influence, même s'il accompagne Philippe II au Portugal en 1580-1583.
Malade depuis les derniers mois de 1592, il meurt le 13 juillet 1593, et est enterré dans l'hôpital de San Lucas et San Nicolás d'Alcalá de Henares.